# 久伊豆神社 (鴻巣市北根)
久伊豆神社（ひさいずじんじゃ）は、埼玉県鴻巣市の神社。

## 歴史
創建年代は不明である。ただ江戸時代後期の地誌『新編武蔵風土記稿』に記載されていること、『寺院明細帳』によると1833年（天保4年）に社殿を再建したという記述から、その頃には既に存在していたものと推測される。近くの清法寺が別当寺であった。
1872年（明治5年）、近代社格制度に基づく「村社」に列せられ、1910年（明治43年）の神社合祀により周辺の2社が合祀された。ただこの2社とも旧氏子の信仰が篤く、現在も祭祀が続けられている。
祭神の眷属が「蛇」とされたことから、「蛇を殺めてはならない」という掟があった。

## 交通アクセス
- 路線バス清法寺停留所より徒歩7分。